# Kerncentrale Fukushima II
De kerncentrale Fukushima II (Japans: 福島第二原子力発電所, Fukushima dai-ni genshiryoku hatsudensho, beter bekend onder de naam Fukushima Dai-ni) is een kernenergiecentrale op het grondgebied van de gemeenten Naraha en Tomioka (district Futaba) in de prefectuur Fukushima. Net als kerncentrale Fukushima I, 15 kilometer naar het noorden, wordt ook deze centrale geëxploiteerd door de Tokyo Electric Power Company (TEPCO).

## Reactoren
| Reactor          | Type | Eerste kritikaliteit | Elektrisch vermogen | Installatiekosten (yen/kW) |
| ---------------- | ---- | -------------------- | ------------------- | -------------------------- |
| Fukushima II - 1 | BWR  | 20/04/1982           | 1100 MW             | 250.000                    |
| Fukushima II - 2 | BWR  | 3/2/1984             | 1100 MW             | 230.000                    |
| Fukushima II - 3 | BWR  | 21/06/1985           | 1100 MW             | 290.000                    |
| Fukushima II - 4 | BWR  | 25/08/1987           | 1100 MW             | 250.000                    |

## Aardbevingsincident 2011

De veiligheidszones rondom de centrales Fukushima I en Fukushima II als gevolg van de incidenten volgend op de aardbeving en tsunami.

Als gevolg van een zeebeving voor de kust op 11 maart 2011 werden reactoren automatisch uitgeschakeld. Door het uitschakelen van de elektriciteitsproductie in de centrale en de massale stroomstoring als gevolg van de aardbeving en de tsunami moest de centrale overschakelen op een noodstroomvoorziening om de pompen van het koelsysteem te laten werken. Dit gebeurde dan ook gedurende het eerste uur na de beving, tot de noodaggregaten onklaar raakten door de overstroming. De centrale was beschermd tegen tsunami's met een hoogte van 6,51m. De tsunami bleek echter ongeveer 7 meter hoog te zijn.
Tussen 5.30 uur en 6.10 uur (Japanse tijd) was het koelsysteem van drie reactoren (nummer 1, 2 en 4) de 100°C gepasseerd en de overdrukregeling (gebaseerd op condensatie van stoom) werkte niet meer bij die temperatuur. Men heeft toen met radioactieve deeltjes vervuilde stoom laten ontsnappen om de druk niet gevaarlijk hoog op te laten lopen. Op 15 maart bereikte de laatste eenheid (eenheid 4) een stabiele situatie met een temperatuur onder de 100 graden en energievoorziening van buitenaf, waardoor alle eenheden veiliggesteld zijn in een zogenoemde cold shutdown. De uitval van de koelsystemen werd beschreven als classificatie 3 (serieus incident) op de INES-schaal.
Alle inwoners binnen een straal van 10 kilometer werden geëvacueerd. Het luchtvaartverkeer werd stilgelegd binnen een straal van 10 kilometer rond de centrale volgens een NOTAM. Deze zones werden echter later overlapt door de grotere zone rondom Fukushima I.